# Petrarkizm
Petrarkizm – tendencja literacka, polegająca na naśladowaniu twórczości renesansowego poety włoskiego Francesca Petrarki jako wzorca poezji miłosnej.
W późniejszych epokach wiersze Petrarki miały wielu naśladowców. Opisy urody kobiecej zawarte w wierszach włoskiego mistrza stały się niedościgłym wzorem dla wszystkich poetów miłości, a imię Laury - symbolem idealnej kochanki. Naśladowcy Petrarki przejmowali od swojego mistrza sposób prezentacji ukochanej, subtelne analizy uczuć oraz charakterystyczne dla autora sonetów do Laury środki stylistyczne, takie jak antytezy i kontrasty. To zjawisko odwoływania się poetów europejskich do średniowiecznego wzorca było niezwykle trwałe, bo żywe aż do XIX wieku.

## Petrarkizm w Polsce
Petrarkizm nie zyskał w Polsce takiej popularności, jak w innych krajach europejskich. Przyczyny tego stanu rzeczy są złożone, m.in. brak tradycji filozofii neoplatońskiej i średniowiecznej miłosnej poezji rycerskiej.
Średniowieczna koncepcja miłości wyrażana w poezji nie przyjęła się w Polsce. Rangę tego tematu w literaturze polskiej podnosi dopiero Jan Kochanowski. Polski petrarkizm cechuje jednak odejście od petrarkowskiego 'ja' - egotycznego podmiotu, dominującego w sonetach, w stronę adresata.
Petrarkistowskie rozdarcie: niepewność, rozterki, motyw walki z samym sobą i ze światem, paradoks życia i śmierci występują w twórczości Mikołaja Sępa Szarzyńskiego, zwłaszcza w erotykach.